# Geinitzinita
Geinitzinita es un género de foraminífero bentónico considerado un sinónimo posterior de Grillina de la Subfamilia Ichthyolariinae, de la familia Ichthyolariidae, de la superfamilia Robuloidoidea, del suborden Lagenina y del orden Lagenida. Su especie tipo era Geinitzinita oberhauseri. Su rango cronoestratigráfico abarcaba desde el Tithoniense (Jurásico superior) hasta el Berriasiense (Cretácico inferior).

## Clasificación
Geinitzinita incluía a las siguientes especies:
- Geinitzinita changhsingensis †
- Geinitzinita golobardensis †
- Geinitzinita inderica †
  - Geinitzinita inderica impercepta †
- Geinitzinita kcyniensis †
- Geinitzinita oberhauseri †
- Geinitzinita octocosta †
- Geinitzinita praelamellata †
- Geinitzinita pseudocrassata †
- Geinitzinita sibirica †
- Geinitzinita sosninae †
- Geinitzinita grilli †
- Geinitzinita wolinensis †